# Copa de Naciones del Golfo de 2017
La Copa de Naciones del Golfo de 2017, oficialmente 23ra Copa del Golfo Arábigo (en inglés: 23rd Arabian Gulf Cup; y en árabe: كأس الخليج العربي 23‎), fue la vigésimo tercera edición de la Copa de Naciones del Golfo. Se llevó a cabo en Kuwait, del 22 de diciembre de 2017 al 5 de enero de 2018, y contó con la participación de 8 seleccionados nacionales masculinos.
La selección de Omán se consagró campeona del torneo al vencer en la final a los Emiratos Árabes Unidos por intermedio de la definición por penales. Significó el segundo título para el equipo, y el primero fuera de su país.

## Elección del país anfitrión
El país elegido en principio para llevar a cabo el certamen —originalmente pautado para jugarse entre diciembre de 2015 y enero de 2016— fue Irak, que presentó como sede a la ciudad de Basora. Sin embargo, el 2 de febrero de 2015, el ministro de Juventud y Deportes del país afirmó que Irak no estaba en condiciones de albergar la competición, por lo que la sede pasó a Kuwait.
El 3 de julio de 2015, tras una reunión entre las cabezas de la Federación de Fútbol de la Copa del Golfo Arábigo, se decidió postergar la decisión de desarrollar el torneo en Kuwait, tras los controles del comité de inspección. El 3 de agosto del mismo año, la federación decidió posponer un año el inicio del torneo, pero a fines de aquel mes, la Asociación de Fútbol de Kuwait confirmó que el certamen se desarrollaría en su país entre los meses de diciembre de 2015 y enero de 2016, como se había acordado al principio.
El 18 de agosto de 2015, recayó una sanción sobre la Asociación de Fútbol de Kuwait por parte de la FIFA, lo que forzó al país a renunciar como anfitrión. No obstante, el 27 de abril de 2016 —con el certamen postergado para fines de ese año—, la Federación de Fútbol de la Copa del Golfo Arábigo reafirmó a la nación como sede, siempre y cuando la sanción de la casa madre del fútbol fuera levantada para mayo de 2016. Como eso no sucedió, la federación trasladó nuevamente la sede, esta vez a Catar, y el torneo se postergó para diciembre de 2017.
La crisis diplomática de Catar de 2017 puso en duda el inicio del torneo en aquel país. La situación se agravó cuando, en noviembre de 2017, a un mes del comienzo de la copa, las federaciones de Arabia Saudita, Baréin y de los Emiratos Árabes Unidos informaron que sus seleccionados no se presentarían a jugar el torneo. Finalmente, el 8 de diciembre de 2017, luego de que la FIFA levantara la sanción sobre Kuwait, la Federación de Fútbol de la Copa del Golfo Arábigo determinó que la edición n.º 23 del certamen habría de desarrollarse definitivamente en Kuwait, con la presencia de las 8 selecciones nacionales.

## Sedes
La ciudad de Kuwait, capital del país, albergó el torneo. La federación nacional presentó dos estadios.
| Kuwait                          | Kuwait                               |
| ------------------------------- | ------------------------------------ |
| Gobernación Capital (UTC+03:00) |                                      |
| Estadio Al Kuwait Sports Club   | Estadio Internacional Jaber Al-Ahmad |
| Capacidad: 18 500               | Capacidad: 60 000                    |
|                                 |                                      |

## Formato
Las 8 selecciones participantes fueron divididas en 2 grupos de 4 equipos cada una. Dentro de cada grupo, las selecciones se enfrentaron bajo el sistema de todos contra todos, a una sola rueda, de manera tal que cada una de ellas disputó tres partidos. Los puntos se computaron a razón de 3 —tres— por partido ganado, 1 —uno— en caso de empate y 0 —cero— por cada derrota.
Las dos selecciones mejor ubicadas en la tabla de posiciones final de cada grupo pasaron a las semifinales. En dicha instancia, el primero de una zona enfrentó al segundo de la otra en un solo partido. Los ganadores se cruzaron en la final, cuyo vencedor se consagró campeón.

## Equipos participantes
| Equipos participantes | Equipos participantes  | Equipos participantes | Equipos participantes |
| --------------------- | ---------------------- | --------------------- | --------------------- |
| Arabia Saudita        | Catar                  | Irak                  | Omán                  |
| Baréin                | Emiratos Árabes Unidos | Kuwait                | Yemen                 |

### Sorteo
El sorteo de la competición se llevó a cabo el 25 de septiembre de 2017 en la ciudad Doha, Catar, ya que por entonces aquel país era la sede elegida para albergar el torneo. Cabe destacar que Kuwait no fue considerado al momento de la confección de los grupos, ya que por entonces se hallaba sancionada por la FIFA, y su eventual participación estaba sujeta a la determinación que ésta tomara antes del inicio de la copa. Por este motivo, el grupo A contó, inicialmente, con 4 equipos, y el grupo B con sólo 3.
A la derecha de cada selección, se marca su posición en la Clasificación mundial de la FIFA al momento del sorteo (correspondiente al mes de septiembre de 2017). Catar, como anfitrión, fue asignado al grupo A.
| Bombo 1 Cabezas de serie                            | Bombo 2                               | Bombo 3                 | Bombo 4     |
| --------------------------------------------------- | ------------------------------------- | ----------------------- | ----------- |
| Catar (85) (eventual anfitrión) Arabia Saudita (53) | Emiratos Árabes Unidos (72) Irak (88) | Omán (112) Baréin (118) | Yemen (128) |

En diciembre de 2017, la selección de Kuwait fue incorporada a la competición, luego de que la FIFA levantara la sanción sobre su federación, siendo incluida en el grupo B. Posteriormente, con el traslado de la sede a Kuwait, se determinó modificar el orden de los grupos, de manera que los seleccionados que se hallaban en el A pasaron al B, y viceversa.

## Fase de grupos
- Los horarios son correspondientes a la hora de Kuwait (UTC+3:00).

### Grupo A
| Selección              | Pts | PJ | PG | PE | PP | GF | GC | Dif |
| ---------------------- | --- | -- | -- | -- | -- | -- | -- | --- |
| Omán                   | 6   | 3  | 2  | 0  | 1  | 3  | 1  | 2   |
| Emiratos Árabes Unidos | 5   | 3  | 1  | 2  | 0  | 1  | 0  | 1   |
| Arabia Saudita         | 4   | 3  | 1  | 1  | 1  | 2  | 3  | −1  |
| Kuwait                 | 1   | 3  | 0  | 1  | 2  | 1  | 3  | −2  |

| 22 de diciembre de 2017 | Kuwait         | 1:2 (0:1) | Arabia Saudita                | Estadio Internacional, Kuwait                             |                                                           |
| 18:30 (UTC+3:00)        | Al Buraiki 60' | Reporte   | Al-Moasher 13' · Fallatah 52' | Asistencia: 60 000 espectadores Árbitro(s): Ali Abdulnabi | Asistencia: 60 000 espectadores Árbitro(s): Ali Abdulnabi |

| 22 de diciembre de 2017 | Omán | 0:1 (0:1) | Emiratos Árabes Unidos | Estadio Internacional, Kuwait |                       |
| 21:00 (UTC+3:00)        |      | Reporte   | Mabkhout 28' (pen.)    | Árbitro(s): Ali Sabah         | Árbitro(s): Ali Sabah |

| 25 de diciembre de 2017 | Emiratos Árabes Unidos | 0:0     | Arabia Saudita | Estadio Internacional, Kuwait                           |                                                         |
| 17:30 (UTC+3:00)        |                        | Reporte |                | Asistencia: 47 556 espectadores Árbitro(s): Aziz Asimov | Asistencia: 47 556 espectadores Árbitro(s): Aziz Asimov |

| 25 de diciembre de 2017 | Kuwait | 0:1 (0:0) | Omán                   | Estadio Internacional, Kuwait |                             |
| 20:00 (UTC+3:00)        |        | Reporte   | Al-Mahaijri 58' (pen.) | Árbitro(s): Saoud Al-Athbah   | Árbitro(s): Saoud Al-Athbah |

| 28 de diciembre de 2017 | Arabia Saudita | 0:2 (0:0) | Omán                | Estadio Al Kuwait Sports Club, Kuwait |                                    |
| 18:30 (UTC+3:00)        |                | Reporte   | Al-Ruzaiqi 58', 77' | Árbitro(s): Hettikamkanamge Perera    | Árbitro(s): Hettikamkanamge Perera |

| 28 de diciembre de 2017 | Kuwait | 0:0     | Emiratos Árabes Unidos | Estadio Internacional, Kuwait |                       |
| 18:30 (UTC+3:00)        |        | Reporte |                        | Árbitro(s): Ali Sabah         | Árbitro(s): Ali Sabah |

### Grupo B
| Selección | Pts | PJ | PG | PE | PP | GF | GC | Dif |
| --------- | --- | -- | -- | -- | -- | -- | -- | --- |
| Irak      | 7   | 3  | 2  | 1  | 0  | 6  | 2  | 4   |
| Baréin    | 5   | 3  | 1  | 2  | 0  | 3  | 2  | 1   |
| Catar     | 4   | 3  | 1  | 1  | 1  | 6  | 3  | 3   |
| Yemen     | 0   | 3  | 0  | 0  | 3  | 0  | 8  | −8  |

| 23 de diciembre de 2017 | Catar                                                 | 4:0 (3:0) | Yemen | Estadio Al Kuwait Sports Club, Kuwait |                             |
| 17:30 (UTC+3:00)        | Afif 2' · Almahdi Ali 5' · Almoez Ali 18' · Ró-Ró 84' | Reporte   |       | Árbitro(s): Omar Al-Yaqoubi           | Árbitro(s): Omar Al-Yaqoubi |

| 23 de diciembre de 2017 | Baréin     | 1:1 (0:0) | Irak             | Estadio Al Kuwait Sports Club, Kuwait |                              |
| 20:00 (UTC+3:00)        | Rashid 79' | Reporte   | Abdul-Raheem 89' | Árbitro(s): Ammar Al-Jeneibi          | Árbitro(s): Ammar Al-Jeneibi |

| 26 de diciembre de 2017 | Yemen | 0:1 (0:1) | Baréin            | Estadio Al Kuwait Sports Club, Kuwait |                             |
| 17:30 (UTC+3:00)        |       | Reporte   | Rashid 39' (pen.) | Árbitro(s): Sultan Al-Harbi           | Árbitro(s): Sultan Al-Harbi |

| 26 de diciembre de 2017 | Irak                   | 2:1 (1:1) | Catar          | Estadio Al Kuwait Sports Club, Kuwait |                        |
| 20:00 (UTC+3:00)        | Faez 45+1' · Husni 65' | Reporte   | Almoez Ali 17' | Árbitro(s): Ali Shaban                | Árbitro(s): Ali Shaban |

| 29 de diciembre de 2017 | Catar                  | 1:1 (1:0) | Baréin    | Estadio Internacional, Kuwait |                         |
| 18:30 (UTC+3:00)        | Al-Haydos 45+5' (pen.) | Reporte   | Madan 57' | Árbitro(s): Aziz Asimov       | Árbitro(s): Aziz Asimov |

| 29 de diciembre de 2017 | Irak                                    | 3:0 (0:0) | Yemen | Estadio Al Kuwait Sports Club, Kuwait |                              |
| 18:30 (UTC+3:00)        | Husni 54' · Faez 64' (pen.) · Kamel 80' | Reporte   |       | Árbitro(s): Ammar Al-Jeneibi          | Árbitro(s): Ammar Al-Jeneibi |

## Fase de eliminatorias

### Cuadro de desarrollo
|  | Semifinales                 | Semifinales            |                             |       | Final | Final |
|  |                             |                        |                             |       |       |       |
|  | 2 de enero de 2018 – Kuwait |                        |                             |       |       |       |
|  |                             |                        |                             |       |       |       |
|  | Omán                        | 1                      |                             |       |       |       |
|  | Omán                        | 1                      | 5 de enero de 2018 – Kuwait |       |       |       |
|  | Baréin                      | 0                      |                             |       |       |       |
|  | Baréin                      | 0                      | Omán (p.)                   | 0 (5) |       |       |
|  | 2 de enero de 2018 – Kuwait |                        | Omán (p.)                   | 0 (5) |       |       |
|  |                             | Emiratos Árabes Unidos | 0 (4)                       |       |       |       |
|  | Irak                        | Emiratos Árabes Unidos | 0 (4)                       | 0 (2) |       |       |
|  | Irak                        |                        |                             | 0 (2) |       |       |
|  | Emiratos Árabes Unidos (p.) | 0 (4)                  |                             |       |       |       |
|  | Emiratos Árabes Unidos (p.) | 0 (4)                  |                             |       |       |       |

### Semifinales
| 2 de enero de 2018 | Omán                   | 1:0 (1:0) | Baréin | Estadio Internacional, Kuwait      |                                    |
| 17:15 (UTC+3:00)   | Abduljabbar 29' (a.g.) | Reporte   |        | Árbitro(s): Hettikamkanamge Perera | Árbitro(s): Hettikamkanamge Perera |

| 2 de enero de 2018 | Irak                                      | 0:0 (t. s.)(2:4 p.)        | Emiratos Árabes Unidos                        | Estadio Internacional, Kuwait |                         |
| 20:30 (UTC+3:00)   |                                           | Reporte                    |                                               | Árbitro(s): Aziz Asimov       | Árbitro(s): Aziz Asimov |
|                    |                                           | Tiros desde el punto penal |                                               |                               |                         |
|                    | Abdul-Zahra · Abdul-Amir · Tariq · Attwan |                            | Mabkhout · Abdulrahman · Esmaeel · Al-Menhali |                               |                         |

### Final
| 5 de enero de 2018 | Omán                                                            | 0:0 (t. s.)(5:4 p.)        | Emiratos Árabes Unidos                                | Estadio Internacional, Kuwait |                        |
| 17:30 (UTC+3:00)   |                                                                 | Reporte                    |                                                       | Árbitro(s): Ali Shaban        | Árbitro(s): Ali Shaban |
|                    |                                                                 | Tiros desde el punto penal |                                                       |                               |                        |
|                    | Al-Muqbali · Al-Mukhaini · Al-Mahaijri · Al-Ruzaiqi · Al-Khaldi |                            | Mabkhout · Barman · Ismail · Al-Menhali · Abdulrahman |                               |                        |

|                 |
| Bandera de Omán |
| Campeón         |
| Omán            |
| 2.º título      |

## Estadísticas

### Tabla general
| Pos. | Equipo                 | Pts | PJ | PG | PE | PP | GF | GC | Dif. | Rend.  |
| ---- | ---------------------- | --- | -- | -- | -- | -- | -- | -- | ---- | ------ |
| 1    | Omán                   | 10  | 5  | 3  | 1  | 1  | 4  | 1  | 3    | 66,66% |
| 2    | Emiratos Árabes Unidos | 7   | 5  | 1  | 4  | 0  | 1  | 0  | 1    | 46,66% |
| 3    | Irak                   | 8   | 4  | 2  | 2  | 0  | 6  | 2  | 4    | 66,66% |
| 4    | Baréin                 | 5   | 4  | 1  | 2  | 1  | 3  | 3  | 0    | 41,66% |
| 5    | Catar                  | 4   | 3  | 1  | 1  | 1  | 6  | 3  | 3    | 44,44% |
| 6    | Arabia Saudita         | 4   | 3  | 1  | 1  | 1  | 2  | 3  | −1   | 44,44% |
| 7    | Kuwait                 | 1   | 3  | 0  | 1  | 2  | 1  | 3  | −2   | 11,11% |
| 8    | Yemen                  | 0   | 3  | 0  | 0  | 3  | 0  | 8  | −8   | 0%     |

### Goleadores
| Jugador         | Selección | Goles |
| --------------- | --------- | ----- |
| Said Al-Ruzaiqi | Omán      | 2     |
| Almoez Ali      | Catar     | 2     |
| Ali Faez        | Irak      | 2     |
| Ali Husni       | Irak      | 2     |
| Jamal Rashid    | Baréin    | 2     |

### Mejor jugador
| Jugador                   | Selección |
| ------------------------- | --------- |
| Ahmed Mubarak Al-Mahaijri | Omán      |

### Mejor guardameta
El portero emiratí Khalid Eisa fue elegido como el mejor guardameta de la competición. La selección de Emiratos Árabes Unidos no recibió ningún gol en los cinco encuentros que disputó.
| Jugador     | Selección              |
| ----------- | ---------------------- |
| Khalid Eisa | Emiratos Árabes Unidos |

### Premio al Juego Limpio
| Selección |
| --------- |
| Kuwait    |